# Dom der Rhön

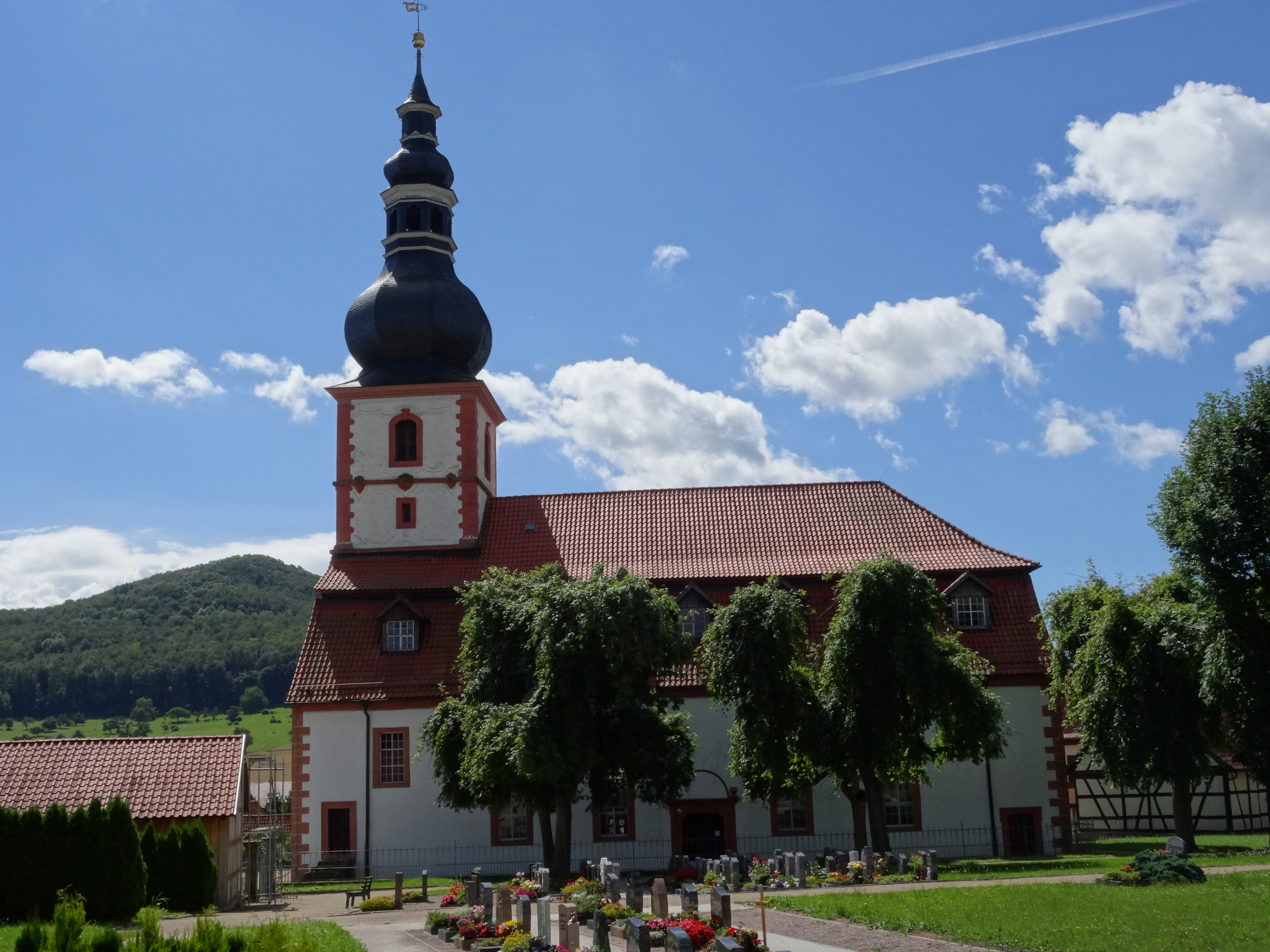
Dom der Rhön

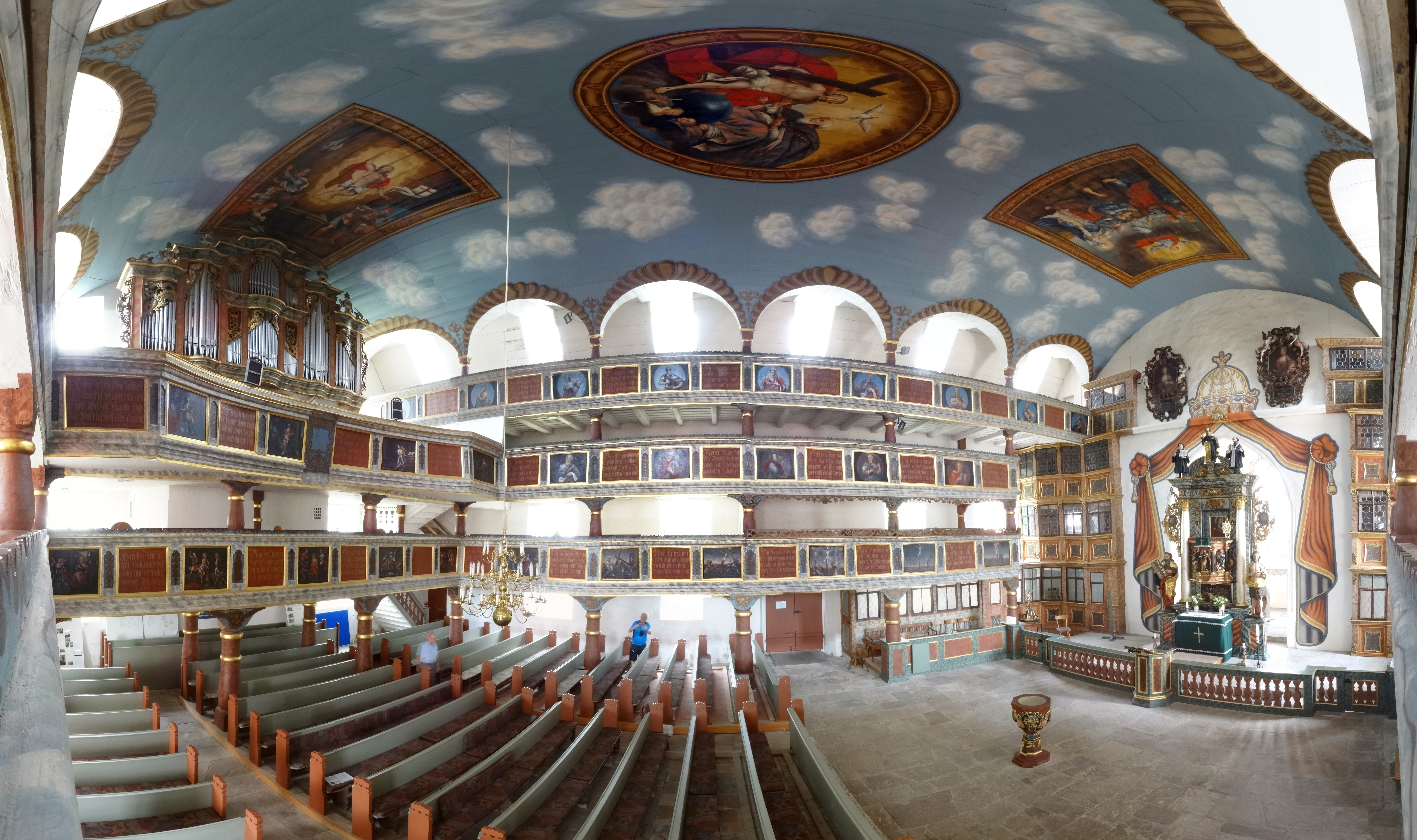
Innenraum-Panorama

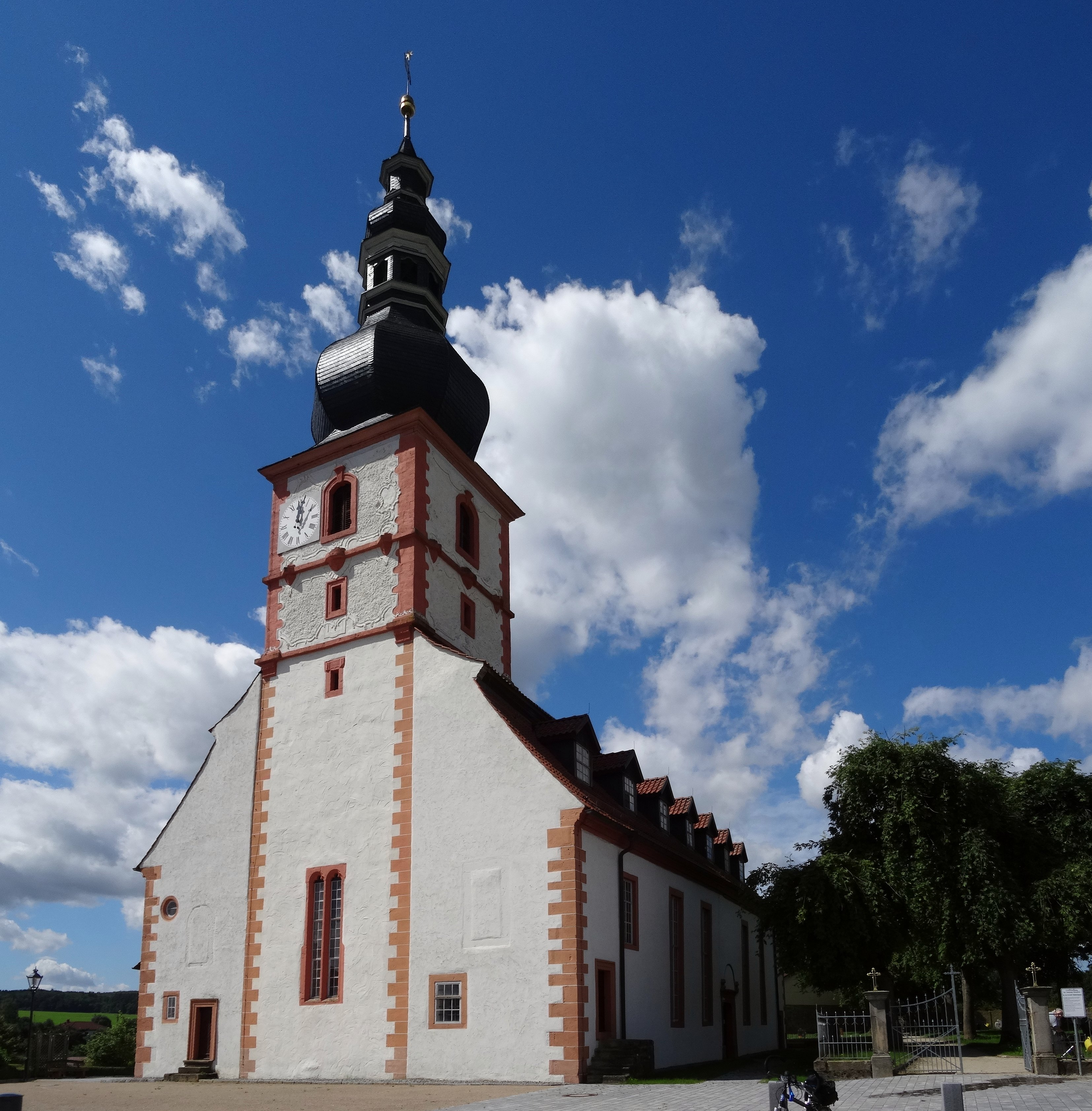
Der 48 m hohe Turm

Die im Volksmund Dom der Rhön genannte evangelische Kirche in Helmershausen stammt aus der Mitte des 18. Jahrhunderts. Sie gehört zum Kirchspiel Bettenhausen-Helmershausen im
Kirchenkreis Meiningen der Evangelischen Kirche in Mitteldeutschland.

## Geschichte
Die alte Kirche entstand im Jahre 1559 durch die Initiative des Pfarrers Caspar Sauer, der die damalige kleine katholische Kapelle zu einer größeren protestantischen Kirche mit Wehrmauern und Gaden für die Lagerung von Vorräten in Belagerungszeiten umbaute. Nach dem Dreißigjährigen Krieg hatte sich Helmershausen erholt und war zu wirtschaftlicher Blüte gelangt, die Einwohnerzahl Ende des 17. Jh. auf etwa 800 gestiegen. Im Ort lebten vier Adelsfamilien auf Schlössern sowie Freisassen (Besitzer der Freihöfe). Helmershausen war wirtschaftlicher und gesellschaftlicher Mittelpunkt der umliegenden Orte. Die alte Kirche entsprach nun weder in der Größe noch baulich den neuen Anforderungen. Die in Helmershausen in vier Schlössern ansässigen Adelsfamilien wünschten ein repräsentatives Gotteshaus.
Erst mit der Amtsübernahme von Pfarrer Wilhelm Christian Höpfner 1734 fand die Gemeinde einen tatkräftigen und verantwortungsbewussten Mann, der bereit war, den Kirchenbau aus der Kirchkasse zu finanzieren, wobei die politische Gemeinde lediglich das Bauholz und die Hand- und Fuhrfronen zu finanzieren hatte.
Die Ausmalung der Kirche wurde so vereinbart, dass: die Gemeinde für den Himmel / die Adligen für ihre Stände / die Freien für ihre Stühle / die Männer und Burschen für die Emporen und die Bilder daran / die Frauen und Ledigen für ihre Stühle / ein Wohltäter für die Kanzel / die Choradjuvanten (Chorsänger) für die Orgel / und die Kirchkasse für das „Singchor“ und den Pfarrstuhl aufkommen sollten.
Am 16. April 1736 wurde mit dem Abriss des alten Mauerwerkes begonnen. Schon am 12. Juni 1736 wurde der Grundstein, in den die Jahreszahl 1736 eingemeißelt ist, gelegt. Der Bau wurde nach Westen zu verlängert und nach Norden erweitert. An der Südseite ist die Verlängerung ersichtlich. Zwischen den beiden Fenstern wurde an dieser Stelle die Grabplatte des Pfarrers Sauer eingemauert.
So wurde zwischen 1736 und 1777 ein für eine Dorfkirche außergewöhnlich großer und prunkvoller Bau im fränkischen Barockstil errichtet.
Die Bauzeichnungen für Kirche und Turm fertigte Niklas Heim aus Ostheim. Er war auch mit der gesamten Bauleitung betraut. Die Maurerarbeiten verrichtete Albrecht Baumbach aus Helmershausen. Die Steine für den Kirchenbau holte man aus einheimischen Steinbrüchen, von denen es einige in der hiesigen Flur gab. Für die Steinmetzarbeiten war der ortsansässige Andreas Krämer verpflichtet worden. Von ihm stammt auch das Portal am Haupteingang, das mit Säulen geziert ist, die eine Simswerküberdachung tragen und von steinernen Blumentöpfen bekrönt werden.
Die Zimmerarbeiten leitete der Wohlmuthäuser Zimmermann Johannes Grob. Das Bauholz wurde aus dem gemeindeeigenen Wald geliefert. Da aber nicht genügend Stämme in der erforderlichen Qualität zur Verfügung standen, wurden Stämme aus Stepfershausen, Rippershausen, Sülzfeld, Mehmels und Oberkatz gespendet.
Die Fenster fertigte der Glaser Valentin Scheidler von hier. Die Dachdeckerarbeiten wurden schließlich von den drei Helmershäuser Brüdern Albrecht, Johann Heinrich und Johann Georg Baumbach ausgeführt. Zu deren Aufgaben gehörte schließlich auch das Bewerfen und Weißen der Kirche und des Turmes von innen und außen.
Doch bereits 1744 war das Dach wieder undicht. Im Jahre 1748 wurde vom Wölfershäuser Zimmermann Valtin Krell das Mansarddach neu mit den 14 Dachgauben errichtet und von Johannes Baumbach abermals gedeckt.
Der letzte Bauabschnitt an der neuen Kirche wurde 1777 mit dem Bau des Kirchturmes abgeschlossen. Der einsturzgefährdete Turm wurde bis zum letzten Loch abgetragen und vom Maurermeister Johannes Baumbach und dem Zimmermeister Martin Kleyensteiber nach Zeichnungen Niklas Heims in seiner heutigen Form aufgebaut. Die Turmspitze, eine zwiebelförmige achteckige Schweifkuppel mit Laterne und einer ähnlichen Kuppel darüber, ist typisch für das 18. Jh.
Den Turmbau ermöglichten erst zahlreiche Legate und Stiftungen. Den vergoldeten Turmknopf stifteten z. B. die Junggesellen des Ortes. Der neue Turm, der mit einer stattlichen Höhe von 48 m vom vergoldeten Turmknopf und der Wetterfahne mit Stern geziert wird erhielt außen eine farbige Rokoko-Stuck-Fassung, die bis in die heutige Zeit noch nachvollziehbar erhalten geblieben war und seit 1997 wieder hergestellt ist. Auch dadurch stellt dieses Kirchgebäude im südthüringer Raum eine Besonderheit dar.

## Ausstattung

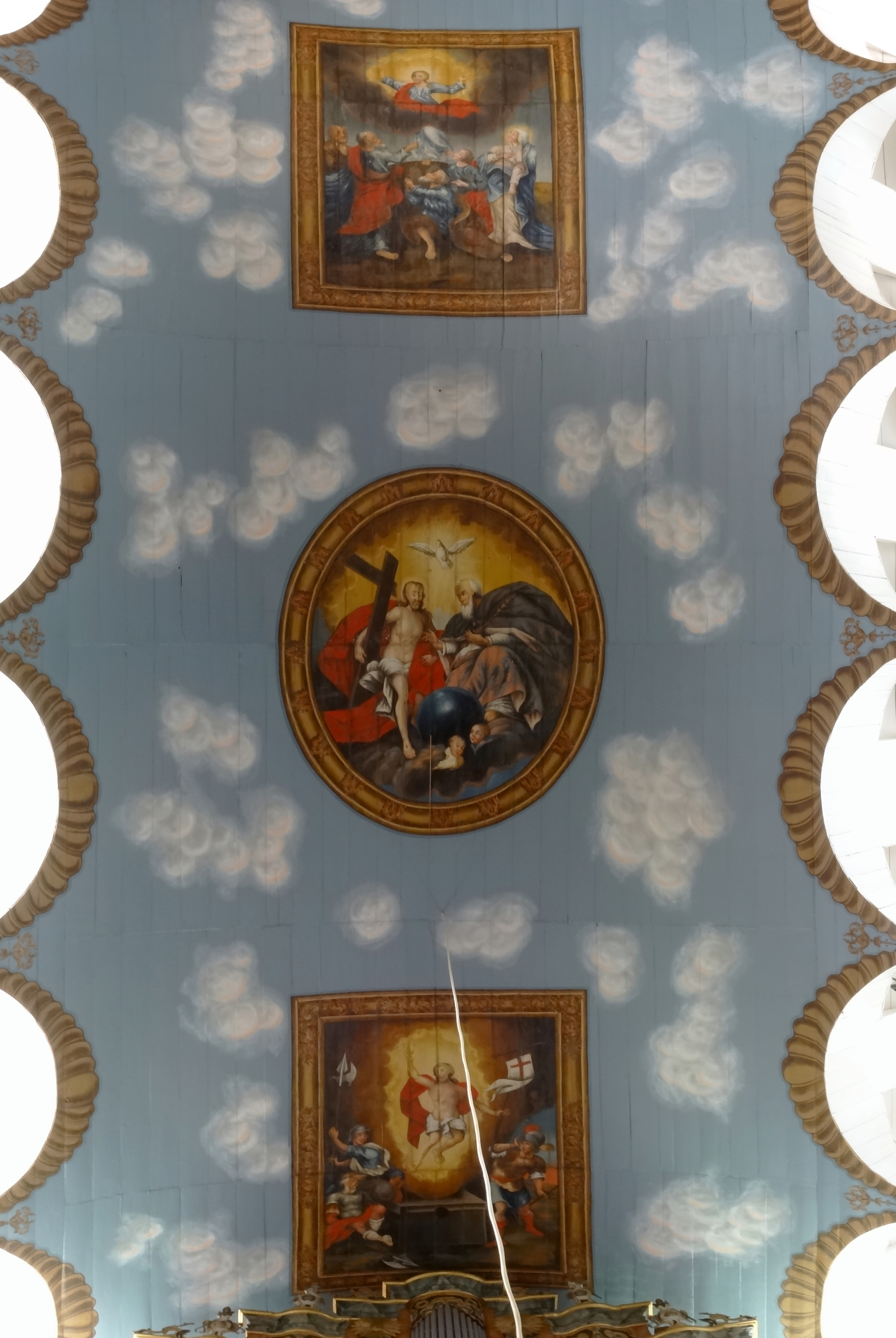
Deckenbilder

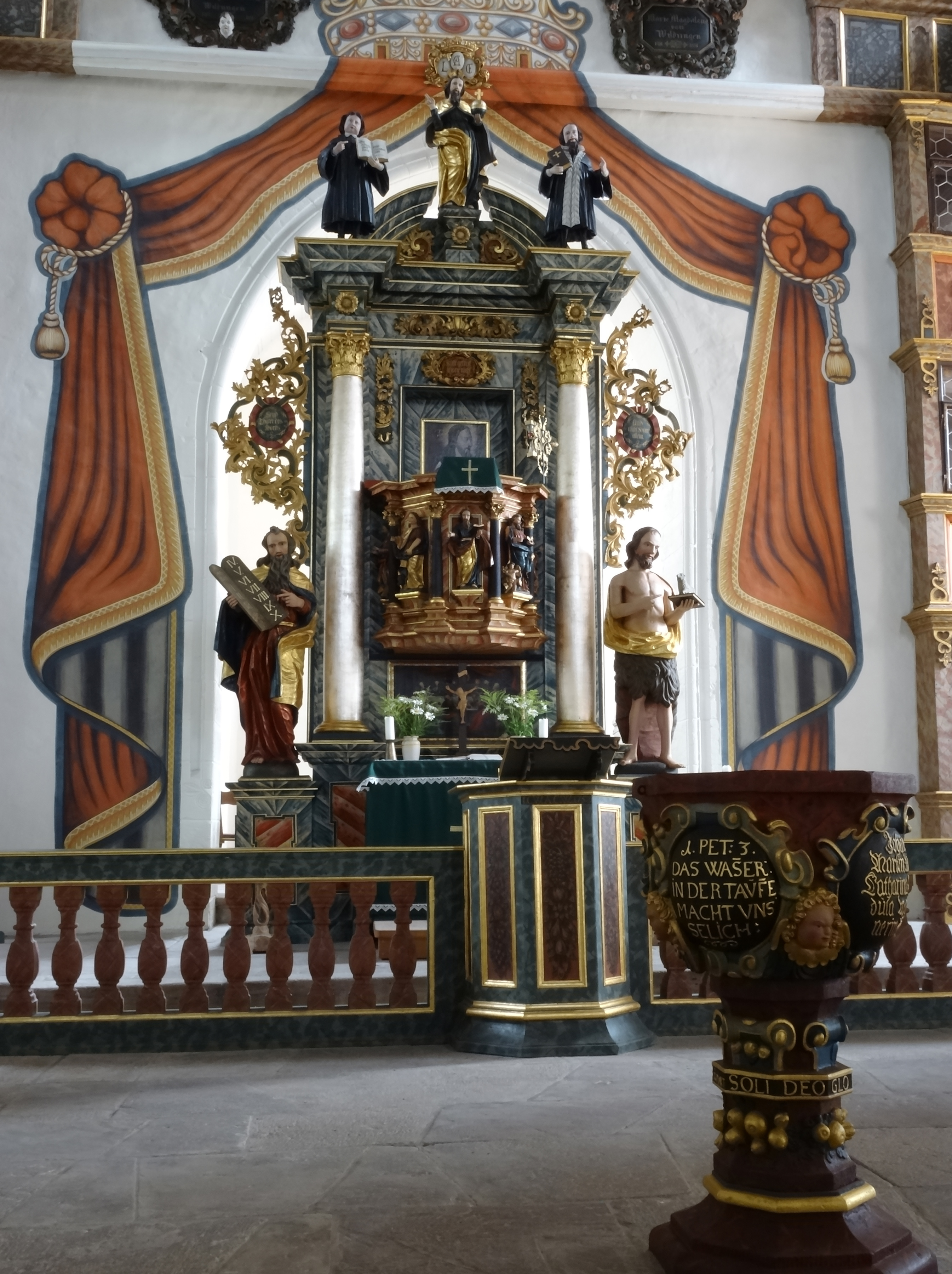
Kanzelaltar und Taufstein

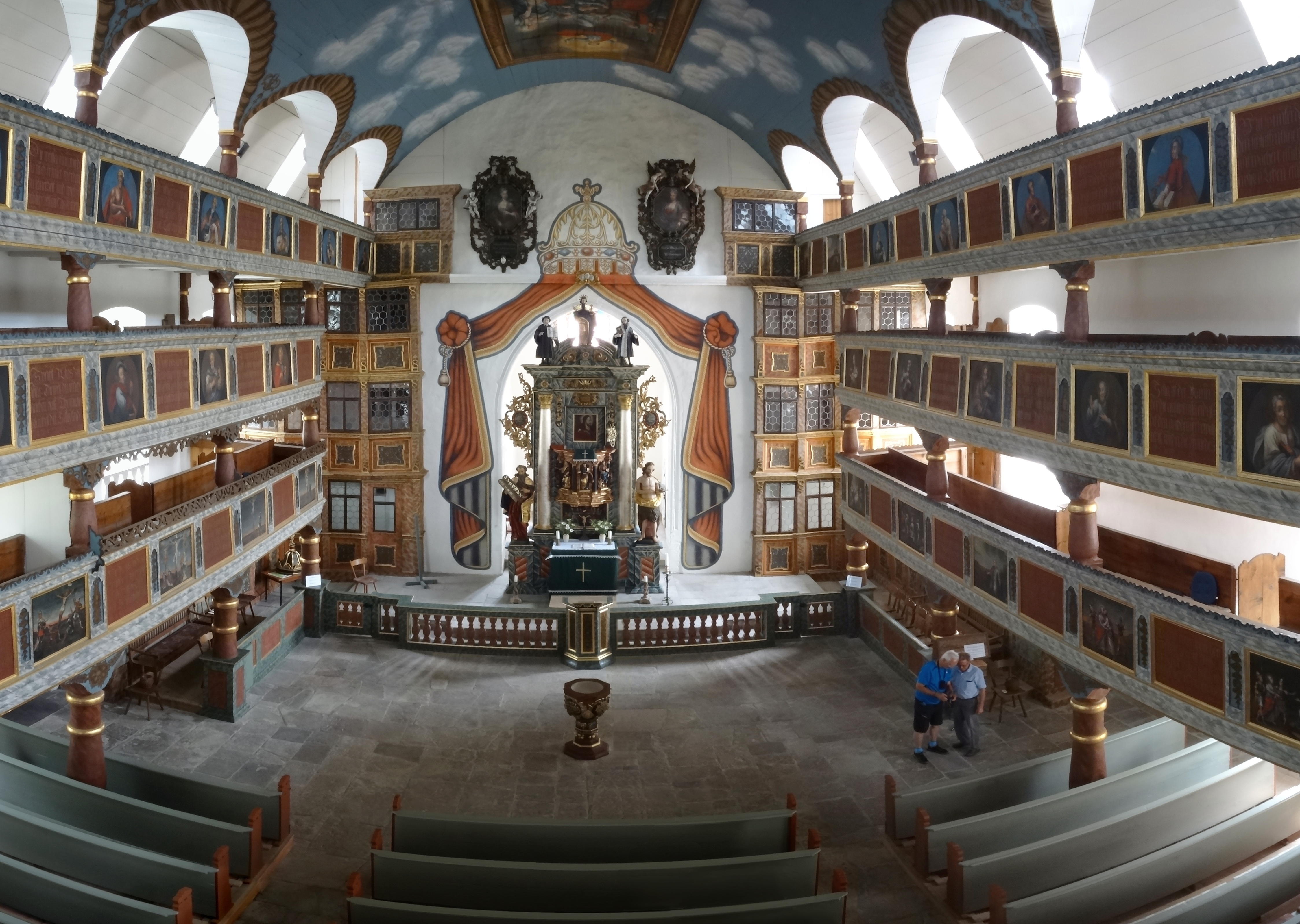
Blick vom Singchor zur Kanzel

Der Dom der Rhön, wie die imposante Dorfkirche von Helmershausen im Volksmund genannt wird, beeindruckt mit seinem großzügigen barocken Innenraum und den dreigeschossigen Emporen, die von mächtigen Rundsäulen getragen werden. Ein hölzernes Tonnengewölbe überspannt die Mitte des Kirchenschiffs.
Zwischen 1751 und 1753 versah der Meininger Kunstmaler Johann Jacob Gehres den gesamten Innenraum mit prächtiger Malerei. Um den gotischen Chorbogen malte er einen prunkvollen Vorhang, der 1936 übermalt wurde und bei der Restaurierung Anfang des Jahrhunderts neu entstand. Die Brüstungen der Emporen wurden abwechselnd mit Bibelversen und Leinwand Bildern gestaltet. Sie zeigen den Leidensweg Christi, darüber die Apostel und an der dritten Empore die Propheten. Die Bilder an der Orgelempore sind biblische Allegorien auf die Musik. Der gekrönte Lautenspieler unter der Orgel links meint König David. Die Darstellungen am wolkigen Himmel: die Hl. Dreifaltigkeit, Christi Auferstehung und seine Himmelfahrt.
Der Kanzelaltar, in der Mitte der Ostwand dem Chorraum vorgelagert und wahrscheinlich vom Bildhauer Georg Wagner, wird von den Figuren Moses und Johannes des Täufers flankiert und von einem prunkvollen Vorhang um den gotischen Torbogen des Chorraums umspannt. Die Kanzelbrüstung zieren die geschnitzten Statuen der vier Evangelisten aus der Hand von Holzbildhauer Christian Bauß aus Kaltennordheim. Die Erbauung der Kanzel über dem Altar unterstreicht die Bedeutung der Predigt im protestantischen Gottesdienst. Der Zeitmessung bei der Predigt diente eine seitlich angebrachte Sanduhr. Als Besonderheit sieht man über dem Altar Christus und die Reformatoren: zu seiner Rechten Martin Luther, zu seiner Linken Philipp Melanchthon.
Die beiderseits des Altars angeordneten dreigeschossigen Adels- und Freienstände mit ihren Bleiglasfenstern und separaten Zugängen waren die Plätze der ortsansässigen Adligen im Gottesdienst.
Den Mittelpunkt des Altarraumes bildet der sandsteinerne, reich verzierte Taufstein aus dem Jahre 1657. Er war von dem Freihöfer Martin Wagner und Frau gestiftet worden. Den im Jahre 1752 gefertigten Deckel verzierte ebenfalls Christian Bauß mit reichhaltigem Rokoko-Schnitzwerk und einer Statue Johannes des Täufers.

## Orgel

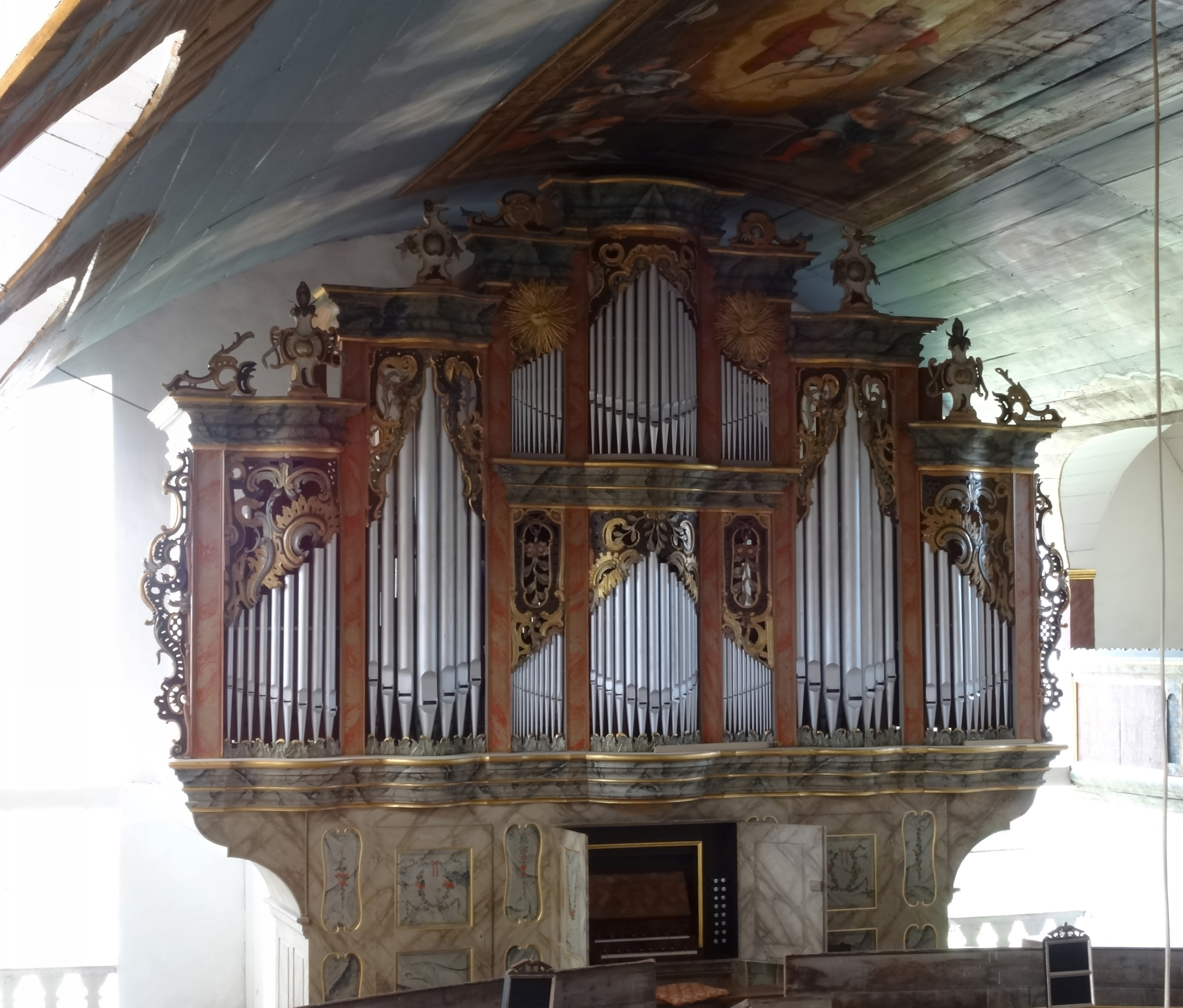
Die Voit-Orgel

Der krönende Abschluss der Ausgestaltung der Kirche konnte erst am 10. August 1786 vollzogen werden, als Johann Michael Voit die neue Orgel auf der westlichen Empore, dem Singchor, aufstellte. Das Schleifladen-Instrument ist mit 26 Registern auf zwei Manualen und Pedal das bedeutendste Werk des Schweinfurter Orgelbauers. Mit dieser Orgel schuf Voit ein ungewöhnlich großes, der Größe und Höhe der Kirche angepasstes Werk, das im Südthüringer Raum das einzige nahezu noch original erhaltene Werk des Schweinfurter Orgelbauers ist.
| I Hauptwerk C–d3 |                   |         |
| 1.               | Bordun            | 16′     |
| 2.               | Principal         | 08′     |
| 3.               | Gamba             | 08′     |
| 4.               | Unda Maris        | 08′     |
| 5.               | Flauto Traverso 0 | 08′     |
| 6.               | Flauto Dolce      | 04′     |
| 7.               | Octav             | 04′     |
| 8.               | Quint             | 03′     |
| 9.               | Superoctav        | 02′     |
| 10.              | Sexquialtera      | 01 3⁄5′ |
| 11.              | Mixtur IV         | 02′     |
| 12.              | Trompetten        | 08'′    |

| II Oberwerk C–d3 |                    |         |
| 13.              | Lieblich Gedackt 0 | 08′     |
| 14.              | Solicional         | 08′     |
| 15.              | Piffaro            | 08′     |
| 16.              | Hohlflöte          | 08′     |
| 17.              | Principal          | 04′     |
| 18.              | Spitzflöte         | 04′     |
| 19.              | Flageolet          | 02′     |
| 20.              | Quinte             | 01 3⁄3′ |
| 21.              | Mixtur III         | 01′     |
|                  | Tremulant          |         |

| Pedalwerk C–c1 |                |     |
| 22.            | Principalbaß 0 | 16′ |
| 23.            | Violonbaß      | 16′ |
| 24.            | Subbaß         | 16′ |
| 25.            | Violonbaß      | 08′ |
| 26.            | Principalbaß   | 04′ |

- Koppeln: II/I, I/P
- Effektregister: Glockenspiel C-Dur, Glockenspiel G-Dur

## Glocken

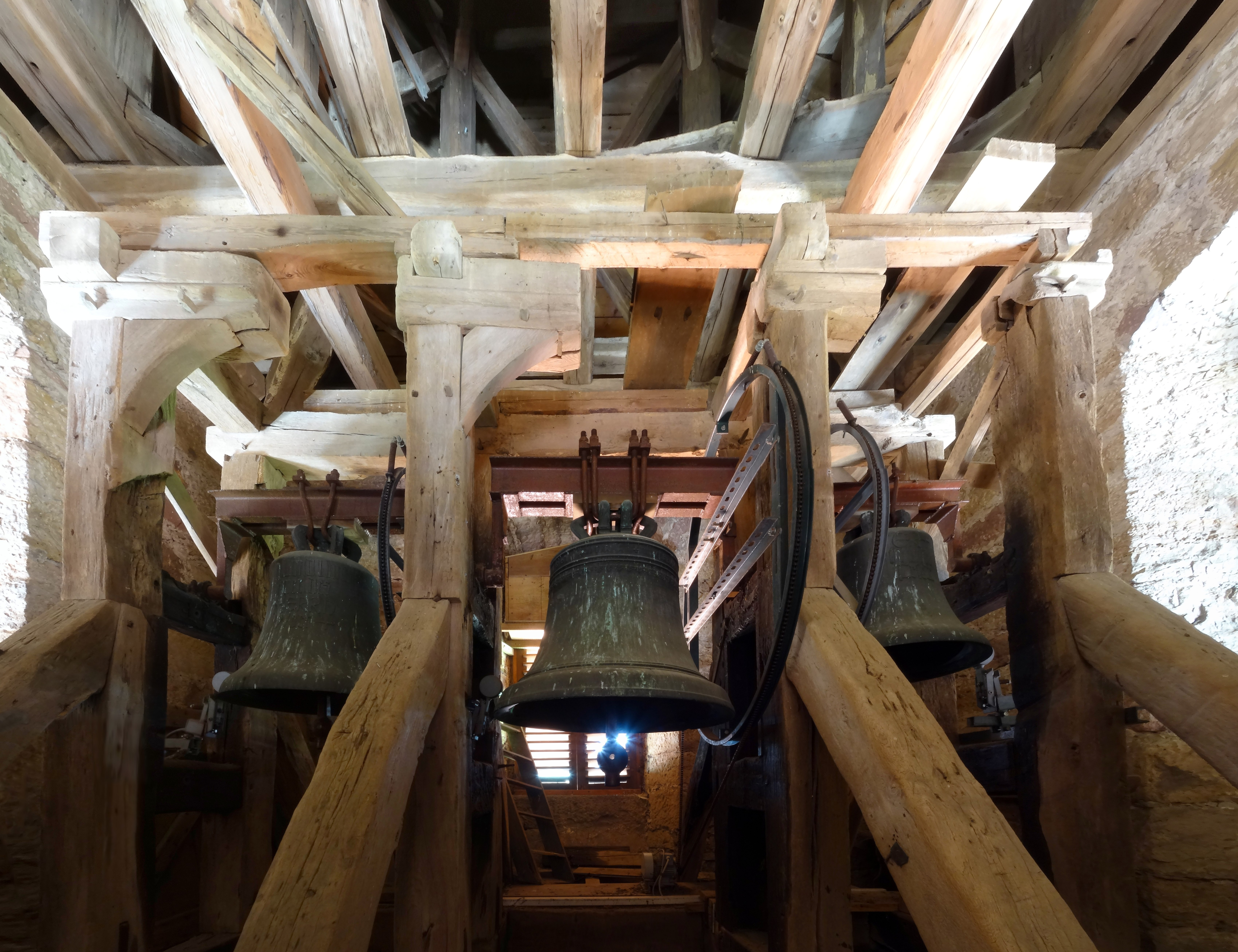
Die Glocken

Aus der alten Kirche waren zwei Glocken vorhanden, wobei eine der Glocken umgegossen wurde, da sie schon lange gesprungen war. Eine neue ließ man 1777 noch anfertigen. Die älteste Glocke war die so genannte „Silberglocke“, die von der Wallfahrtskirche am Wallenberg stammen sollte. Sie wurde vermutlich im 13./14. Jh. gegossen und trug die Inschrift „Ave Maria gratia plena dominus tecum benedicta tu in mulieribus“, d. h. „Gegrüßt seist du, Maria, voll der Gnaden, der Herr ist mit dir, du gebenedeite unter den Weibern“. Diese und die neue große Glocke fielen im Zweiten Weltkrieg dem sogenannten Glockenmord zum Opfer, als viele Glocken und sakrale Gegenstände zu Rüstungszwecken eingeschmolzen wurden. Den beharrlichen Bemühungen des damaligen Pfarrers und den fleißigen Spendern des Ortes ist es zu verdanken, dass 1953 wieder drei Bronzeglocken eingeweiht werden konnten. Die neue große Glocke ist im Jahre 1601 gegossen worden. Sie kam aus dem Hamburger Glockenlager und zählt zu den „dubiosen Glocken“. Das sind Glocken, die während des Krieges schon zum Einschmelzen abgeliefert worden waren, aber dann gerettet werden konnten und deren Eigentümer nicht mehr festzustellen waren. Die mittlere Glocke wurde von der Fa. Schilling und Söhne in Apolda um- und die kleine Glocke neu gegossen. Die drei Glocken klingen in den Tönen „gis“, „h“ und „cis“ und rufen mit ihrem wohlklingenden Geläute wie von alters her die Gläubigen zum Gebet.

## Aus den Akten des Pfarramtes Helmershausen
Schon seit alters her gab es eine Kirchstuhlordnung, die bis Mitte des 19. Jh. ihre Gültigkeit hatte und noch bis Mitte des 20. Jh. in lockerer Form beibehalten wurde. Sämtliche Fensterlogen rechts und links neben dem Altar waren den Adligen und Freien des Ortes vorbehalten. Die übrigen Fensterstände waren der Pfarrfamilie, den Pfarrwittwen oder Brautleuten und anderen angesehenen Familien des Ortes bestimmt. Unten im Kirchenschiff saßen nur die Frauen und jungen Mädchen, auf den Emporen nahmen nur die Männer Platz und zwar auf der ersten Empore die älteren und angeseheneren Männer, auf der zweiten Empore die Jüngeren und auf der dritten Empore saßen die Jugendlichen und die Knechte. Der Zwöferrat hatte auf der ersten nördlichen Empore seinen Platz, der durch eine Wand und Tür von den übrigen Plätzen getrennt und früher mit Gittern versehen war. Die Choradjuvanten und Musiker nahmen direkt auf dem Singchor Platz.
Die Kirchstühle mussten jeweils für ein Jahr gelöst werden. Die Fensterlogen wurden, nachdem die Adelsgeschlechter ausgestorben waren, an angesehene Familien des Ortes vermietet. Den Bürgern war es bei Strafe verboten, einen anderen, als den von ihnen gelösten Stand zu betreten.